# Станіслав Ходецький
Станіслав Ходецький (пол. Stanisław Chodecki z Chodcza; ?, Ходеч — 1529) — польський шляхтич, військовий та державний діяч Королівства Ягеллонів, дипломат.

## Біографія

Варіант гербу Огоньчик

Батько — Станіслав з Ходча, мати — дружина батька Барбара з Пільчі (Пілєцька, донька краківського каштеляна Яна Пілєцкого).
Командував земськими військами на Русі в 1492 і на Поділлі в 1494 році. Брав участь в Пйотркувському сеймі 1493 року, яки призначив його збирачем податків Галицької землі. Був призначений каштеляном львівським наступним «великим сеймом». Брав участь у поході короля Яна Ольбрахта. У 1498 році обороняв кордон по річці Сян від татар. Влітку 1502 року перебував у замку Кам'янця-Подільського, докладав зусиль для його зміцнення, забезпечення озброєнням, амуніцією. У жовтні 1502 року зі Львова доповідав королю про напад Штефана ІІІ, який захопис прикордоння, пересунув кордон на пів-милі від Галича. У 1506 році:
- 2 березня сейм у Любліні надав права гетьмана разом з Миколаєм Каменецьким; в березні, перед виїздом до ВКЛ, у Парчеві король призначив його разом з львівським латинським арцибіскупом Бернардом Вільчеком послами до Молдавії (відомості про місію відсутні)
- розгромив молдавські війська під Хотином (за іншими даними, відомість неточна)
- організував дебати по обранню сейму.

У 1509 році обороняв Кам'янець-Подільський і Галич від нападу молдавських військ. Брав участь в переговорах про мир Польщі з Молдовою в Кам'янці в 1510 році після поразки молдавських військ на р. Дністер у 1509 р.. Був у складі дипломатичної делегації з Єжи Крупським, Яном Лаським, Петром Томіцьким 23 січня 1510 р. при укладанні Мирної угоди між польським королем Сигізмунтом І та молдавським господарем Богданом III через заступництво угорського короля Владислава II.
28 квітня 1512 року здобув велику перемогу над татарами в битві під Вишневцем. Після Віденського конгресу 1515 року став прихильником Габсбургів. У 1518 році керував урочистою коронацією польської королеви Бони Сфорца. Зазнав нищівної поразки від татарської орди у битві під Сокалем 1519 року.
1529 року, незважаючи на похилий вік, брав участь у Варшавському сеймі. Помер вранці 30 квітня 1529 року в Кракові. 9 травня 1529 року відбулась поховальна церемонія, які супроводжувались значною «маніфестацією» на його честь за участі біскупів, пралатів, війська. Після цього оршак з тілом вирушив в напрямку Галича. Правдоподібно, був похований в Рогатині. Його величезний спадок одідичили брат Отто, сестри.

### Посади
Польний гетьман коронний, в 1492–1499 і 1501–1505 рр., маршалок великий коронний з серпня 1505 року, львівський каштелян, генеральний староста Русі (призначений 13 квітня 1501) , воєвода подільський.